# Krajty
Krajty (Pythonidae) jsou čeleď nejedovatých škrtivých hadů. Vyskytují se v Asii, Africe a Austrálii. Některé krajty patří podle měření mezi největší hady světa. Například krajta mřížkovaná (Python reticulatus) může dosahovat délky přes 7 metrů (podle některých údajů až k 9 metrům).
Krajty jsou mohutní hadi, kteří dokážou pozřít i velké živočichy a výjimečně člověka. Bylo také pozorováno, jak australská krajta olivová (Liasis olivaceus) pojídá mrtvého sladkovodního krokodýla johnstonova (Crocodylus johnstoni).

## Zástupci
Do čeledi krajty patří 31 druhů hadů v osmi rodech. Dříve[kdy?] byly krajty řazeny do čeledi Boidae a uznávány pouze jako podčeleď. V dnešní době probíhá složitý genetický výzkum hadů a díky novým zjištěním bylo rozhodnuto o uznání samostatné čeledi krajtovitých.

### Rody
- Antaresia Wells and Wellington, 1984
- Apodora Kluge, 1993
- Aspidites Peters, 1877
- Bothrochilus Fitzinger, 1843
- Leiopython Hubrecht, 1879
- Liasis Gray, 1842
- Morelia Gray, 1842
- Python Daudin, 1803

### Známé druhy
- Krajta mřížkovaná
- Krajta písmenková
- Krajta zelená
- Krajta tygrovitá
- Krajta královská
- Krajta ametystová
- Krajta Albertisova